# Кавовий пиріг
Кавовий пиріг, або кавовий кейк (англ. Coffee cake) — це солодкий хліб, поширений у США, який називається так тому, що його зазвичай подають до кави. Як розпушуючий агент використовують дріжджі, харчову соду або розпушувач.

## Історія
Американський кавовий кейк — також покликається на gugelhupf (бабка) або kaffekuchen — розвинувся з інших солодких страв з Відня. Вважається, що у XVII столітті жителі Північної та Центральної Європи придумали їсти солодкі пироги під час пиття кави. Оскільки країни регіону вже були знані своїм солодким дріжджовим хлібом, поява кави в Європі привело до розуміння того, що пироги є чудовим доповненням до напою. Іммігранти з таких країн, як-от Німеччина та Скандинавія, підкоригували свої рецепти на свій смак і привезли їх до Америки. Хоча пироги були різноманітні, усі вони містили такі інгредієнти, як-от дріжджі, борошно, сухофрукти та солодкі спеції. Однак з часом рецепти кавового пирога змінилися з використанням сиру, цукрованих фруктів, йогурту, сметани, що призвело до щільнішої, більш схожої на кейк структури. У XIX столітті американські кухарі також додавали каву як інгредієнт, щоб ощадливо використовувати залишки їжі, зменшуючи відходи та додати смак тортові. Винахід пастеризації в Америці після Першої світової війни також призвів до створення нового виду кавового пирога, який називається сметанним кавовим тортом. Кавовий пиріг згадується в літературних матеріалах ще у 1850 році, а згадки про gugelhupf (бабка) починаються з 1763 року.
Ця випічка стала поширеною у регіонах з високим рівнем імміграції з Німеччини. Цинциннаті, штат Огайо, названо «світовою столицею кавових пирогів» багатьма кулінарними авторами.

## Опис
Американські кавові кейки зазвичай мають один шар, ароматизовані або фруктами, або корицею, і розпушений харчовою содою або розпушувачем, що створює схожішу на кейк текстуру, або з дріжджами, щоб текстура була схожішою на хліб. Вони можуть бути у формі буханця або випікатися у формі бандт або у формі кільця. Іноді їх покривають штрейзелем (нім. streusel) або простим глазурованим топінгом. Штрейзел німецькою означає «посипати» або «крихти» і відноситься до популярного розсипчастого топінгу з масла, борошна, цукру. Сметана також іноді використовується в традиційних американських кавових кейках, щоб додати терпкий смак й активувати харчову соду, яка використовується як розпушувач.
Американські кавові кейки, можливо, походять від концепції kaffeeklatsch, яку привезли німецькі іммігранти. Дійсно, різноманіття крихтового тіста, що містить борошно, цукор, масло, корицю, а іноді й овес або горіхи, що посипане на тісто для кавового пирога перед його випіканням, іноді їдять з кавою та має схожість з німецьким Штрейзелькухеном.

Варіації кавового пирога
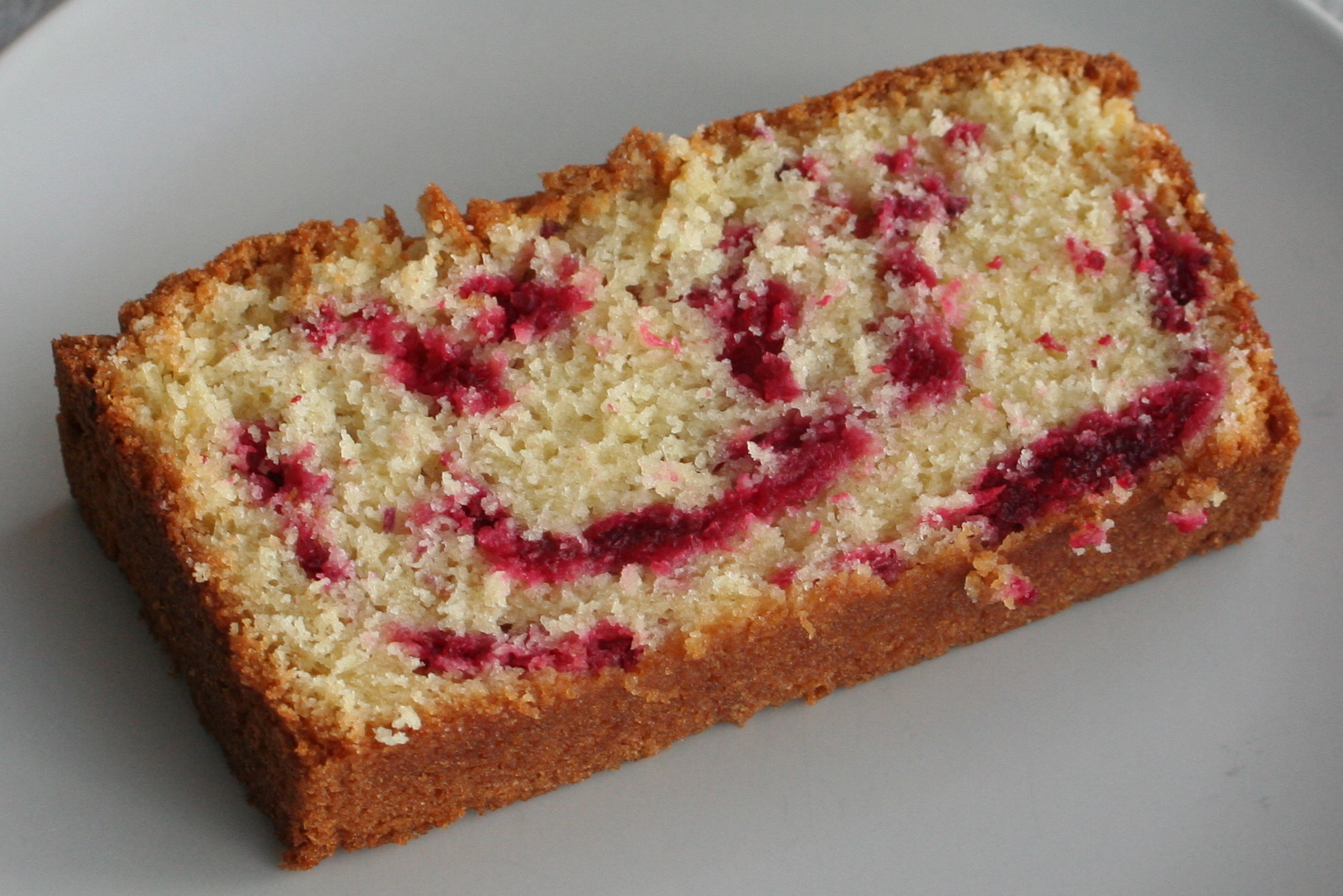
Журавлинний кавовий пиріг
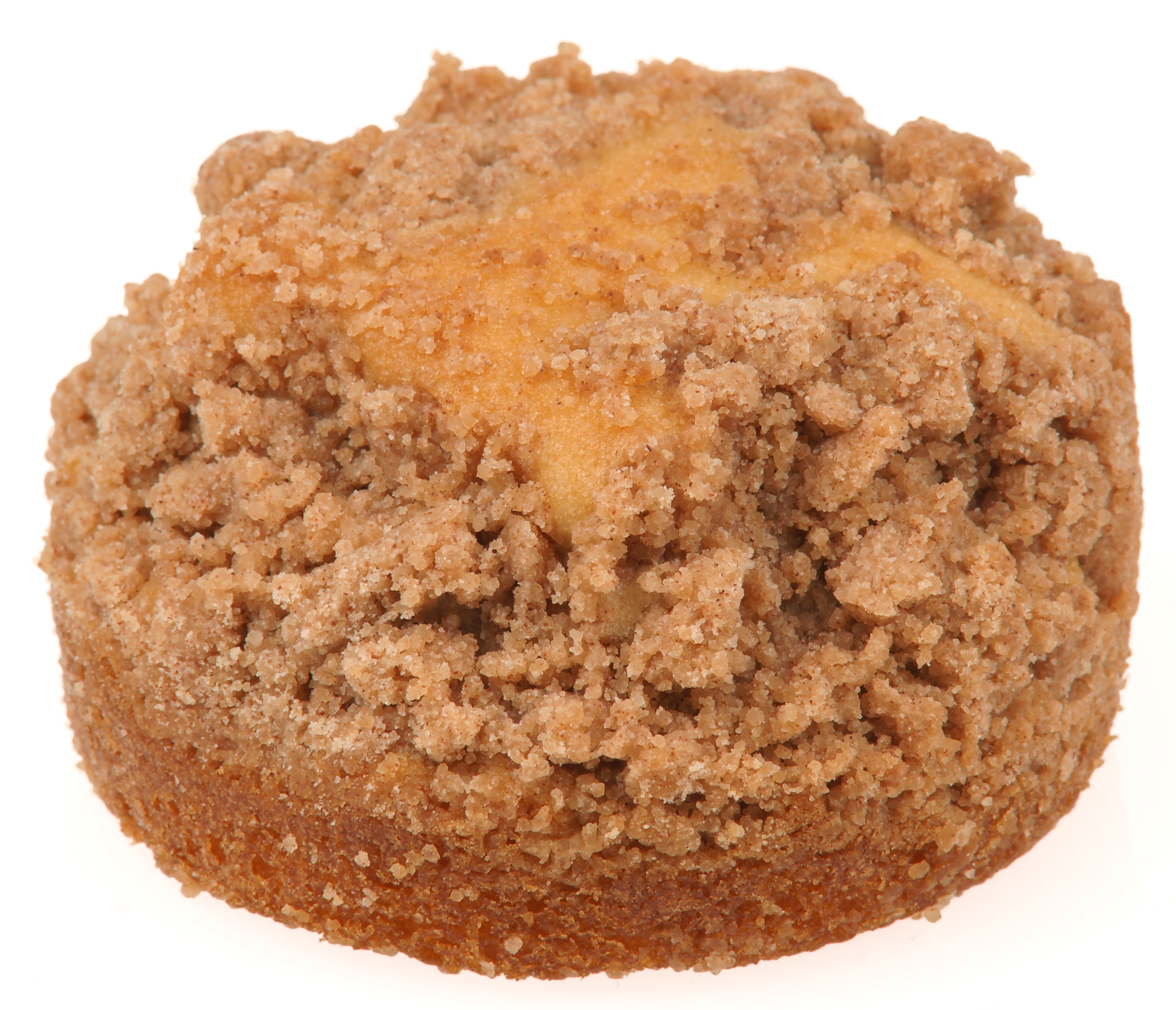
Кавовий пиріг, з топінгом штрейзел
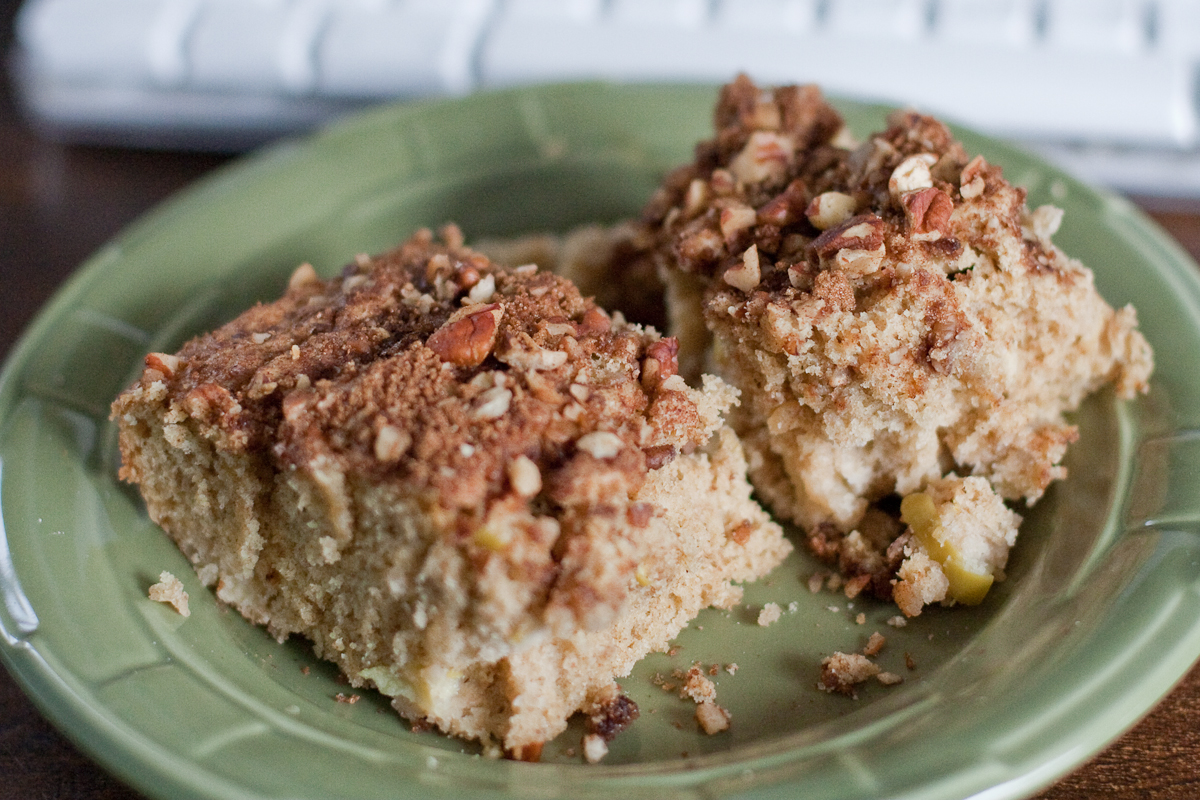
Американський кавовий кейк з яблучним пюре на тарілці
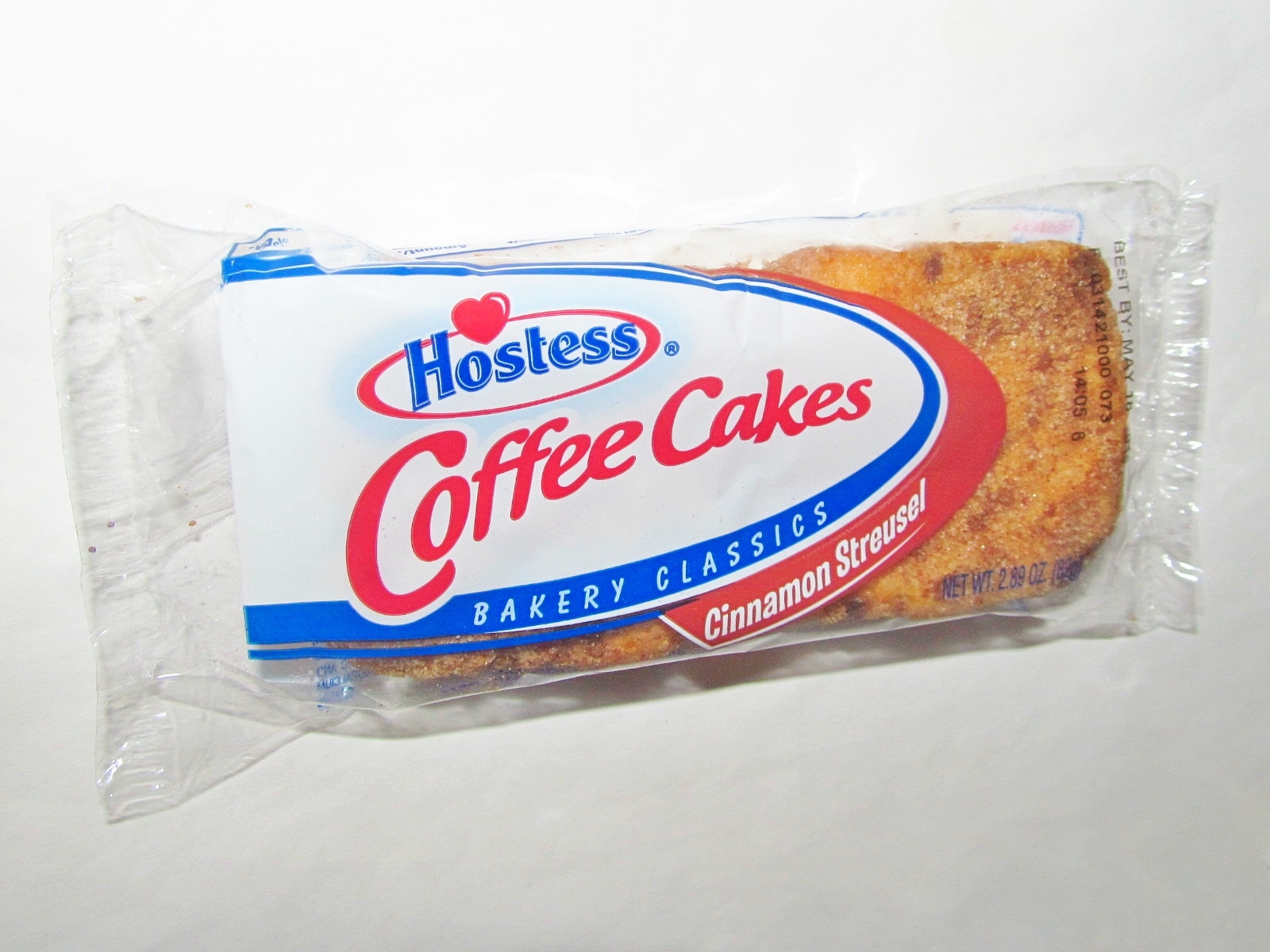
Комерційний кавовий кейк
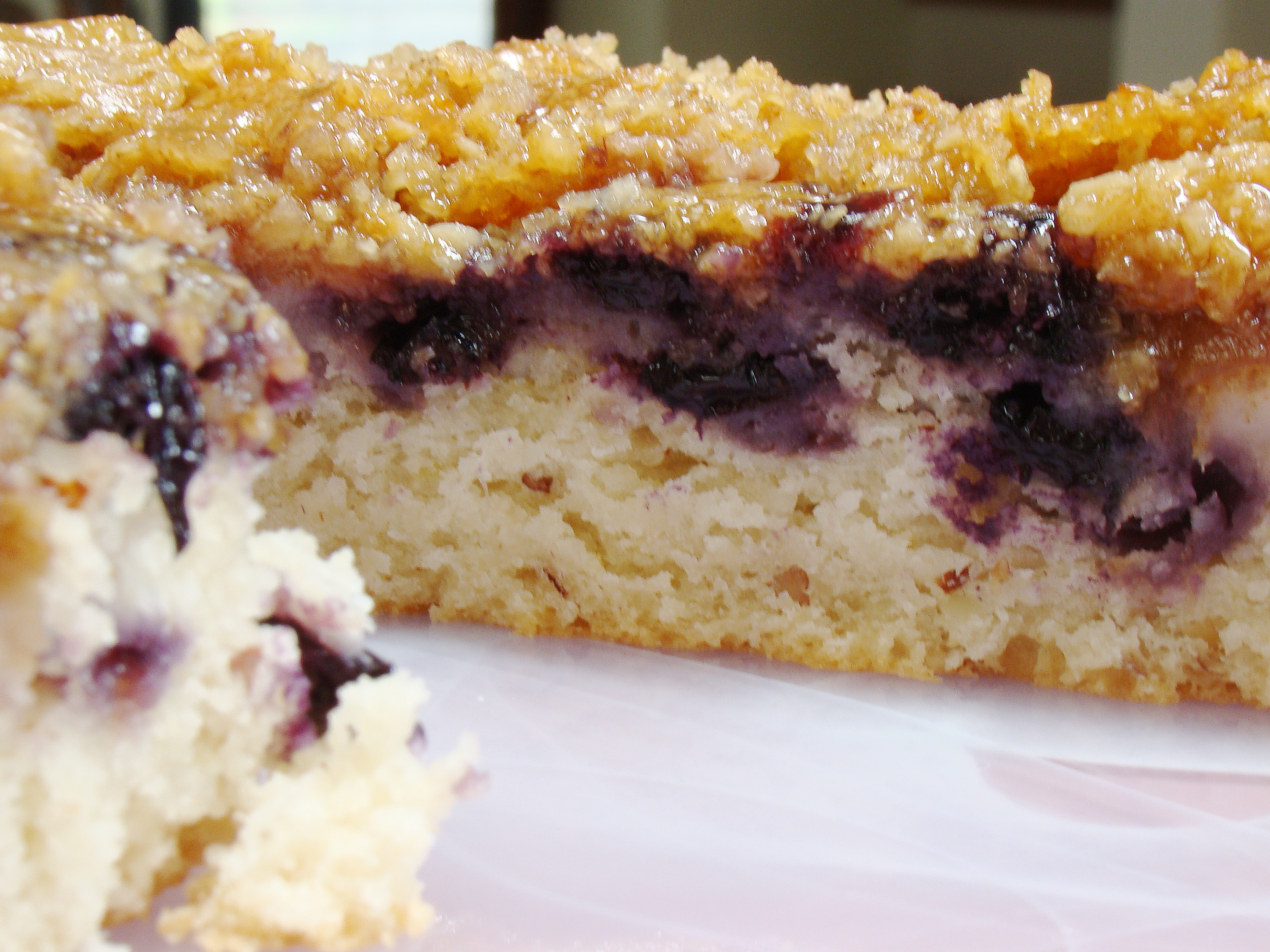
Чорничний кавовий кейк

## Варіації та подібні страви
- Пиріг з яблучним пюре — різновид американського кавового кейка[17][18][19].